# Bà chằng
Bà chằng hay Bà chằn là một kiểu mẫu nhân vật truyền thuyết Việt Nam.

## Lịch sử
Lai lịch nhân vật được gọi bà chằn có lẽ xuất hiện trước hết tại nơi ngày nay là Tây Nam Bộ bởi cho tới giờ đây vẫn là khu vực phổ biến nhất các huyền thoại bà chằn.
Theo cách lý giải của một số nhà khảo cứu Pháp và Nam Kỳ từ đầu thế kỷ XX, bà chằn có gốc tích từ một khẩu ngữ Malaypolynesia là machan (phát âm: má-tờ-giăng), hàm nghĩa "con khái" và đa giới tính.
- tiếng Azerbaijani: Pələng
- tiếng Bali: Macan
- tiếng Batak Toba: Babiat
- nhóm ngôn ngữ Bihar: बाघ
- tiếng Bengal: বাঘ
- tiếng Tạng tiêu chuẩn: སྟག
- tiếng Buryat Nga: Бар
- tiếng Mân Đông: Lâu-hū
- tiếng Kurd Soran: بەور
- Bản mẫu:Lang-dty
- tiếng Dzongkha: སྟག
- tiếng Anh: Panthera tigris
- tiếng Gagauz: Kaplan
- Bản mẫu:Lang-gan
- tiếng Konkan Goa: Vag
- tiếng Gujarat: વાઘ
- tiếng Hakka: Lo-fú
- tiếng Hindi: बाघ
- tiếng Armenia: Վագր
- tiếng Indonesia: Harimau
- tiếng Java: Macan
- tiếng Hàn Quốc: 호랑이
- tiếng Luxembourg: Къаплан
- tiếng Maithili: बाघ
- tiếng Moksha: Бабри
- tiếng Minangkabau: Harimau
- tiếng Malayalam: കടുവ
- tiếng Mông Cổ: Бар
- tiếng Marathi: वाघ
- tiếng Mã Lai: Harimau
- tiếng Miến Điện: ကျား
- tiếng Mazanderani: دورگ
- tiếng Nepal: बाघ
- tiếng Newar: धुँ
- tiếng Nias: Harimo
- tiếng Oromo: Qeerransa
- tiếng Thổ Nhĩ Kỳ: Kaplan

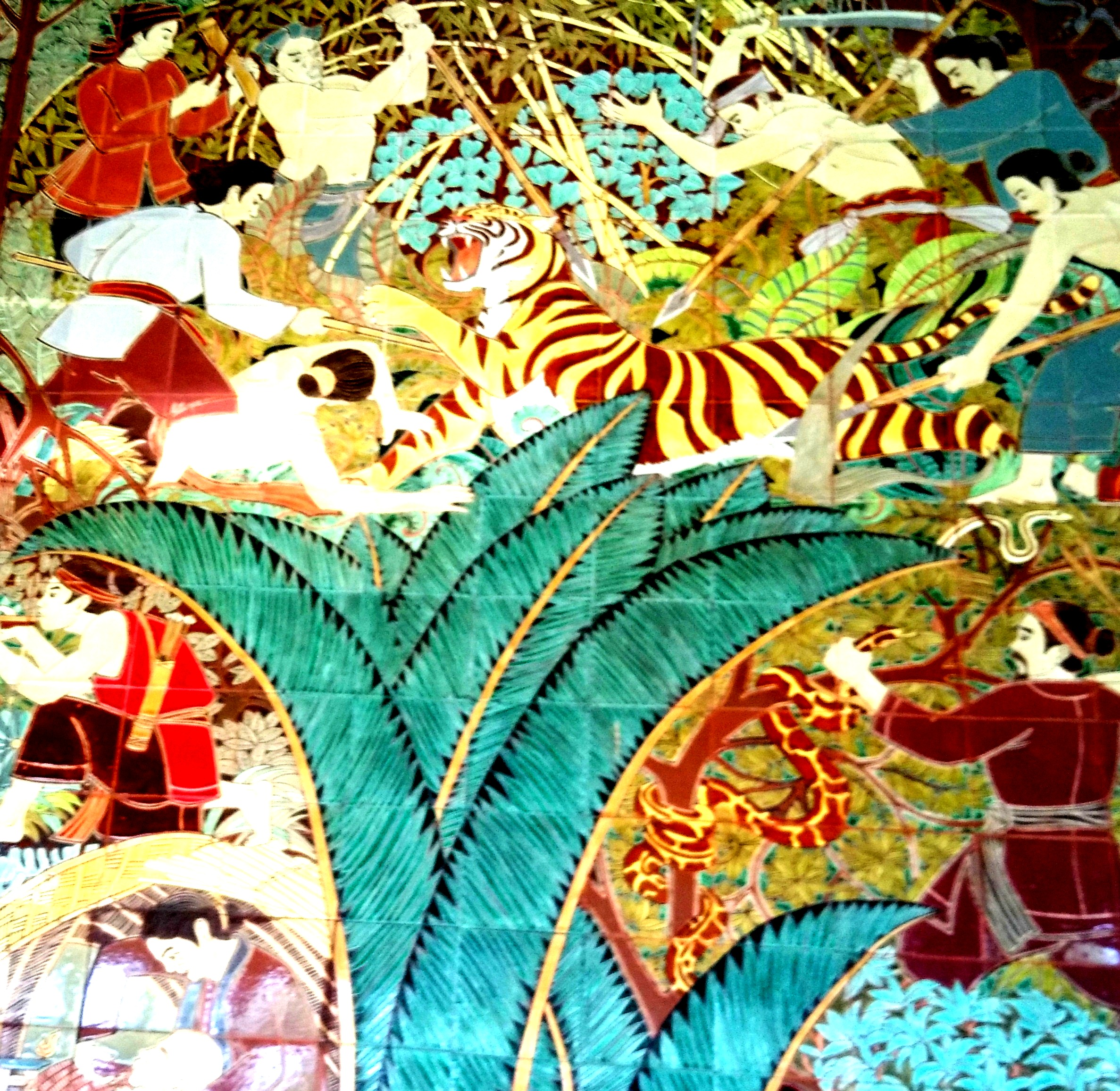
Từ độ mang gươm đi mở cõi...

Theo như mô tả trong các kí thuật của tác giả Sơn Nam cùng một số bài báo tại Nam Kỳ từ đầu thế kỷ XX tới những năm sau Đổi Mới, ở buổi đầu khai hoang lập ấp, người Việt tứ xứ đổ về Nam Kỳ thường gặp không biết bao tai ương chốn rừng thiêng nước độc, nhưng đáng gờm nhất vẫn là nạn cá sấu và chằn tinh. Còn trong trứ tác Kho tàng cổ tích Việt Nam, tác giả Nguyễn Đổng Chi thuật rõ hơn: Chằn là giống nửa người nửa ngợm, tuy hình thù kì quái nhưng cũng có vợ con (nếu là nam) và chồng (khi là nữ). Chằn tuy sống ở nơi hoang dã nhưng người ăn vận như khách buôn trà trộn vào chốn đông người để dỗ kẻ yếu bóng vía về xơi thịt, nhưng thi thoảng cũng thường bắt học trò về làm chồng cho con gái chúng. Đôi lúc, chằn cũng động lòng trước kẻ sa cơ lỡ vận mà ra tay cứu giúp.
Tựu trung, bà chằn là một dạng nhân vật vừa đa giới tính vừa đa phẩm cách trong văn học dân gian.

## Huyền sử
Bắc Bộ

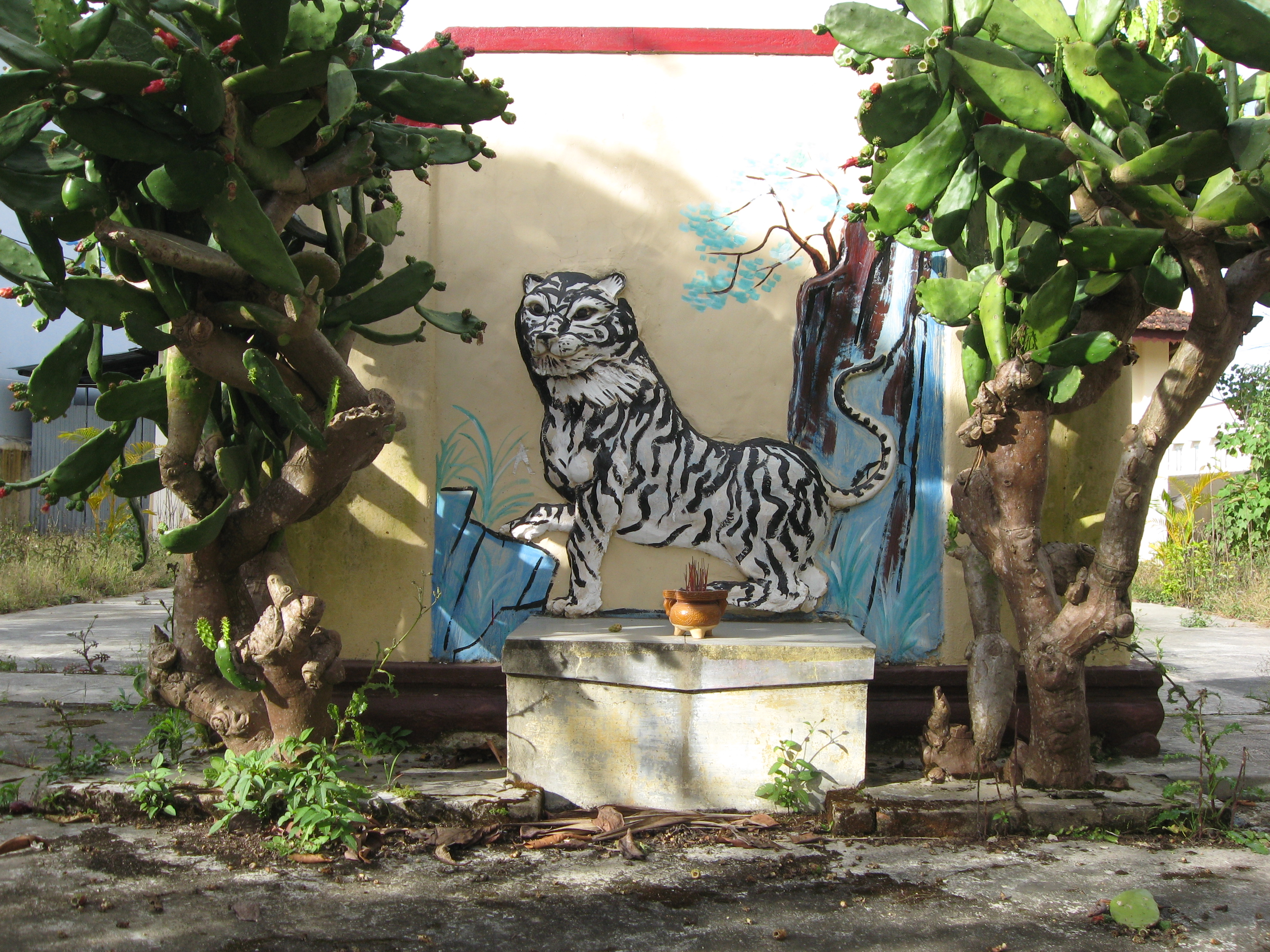
Thần tượng Bạch Hổ tinh quân tại đình Cô Giang, Đà Lạt.

Tại nơi ngày nay là Bắc Bộ tồn tại rất ít giai thoại chằng tinh, tuy vậy cũng có một số tác phẩm tiêu biểu như Thạch Sanh, Trương Viên... Năm 1937, tác giả TchyA đăng báo loạt truyện li kì Thần hổ kể cố sự con hổ thành tinh với ma trành.
Nhưng nhìn chung, huyền thoại chằn tinh trong không gian văn hóa Bắc Bộ không đặc sắc.
Nam Bộ
Tại khu vực Tây Nam Bộ, do địa hình hiểm trở cộng với số lượng lớn cọp tồn tại qua bao đời, cảnh sống hiểm nguy phát sinh thể tài rất phong phú về nhân vật gọi là bà chằng. Bà chằn ở không gian văn hóa phương Nam không chỉ có mặt dữ mà còn phần thiện, cho thấy cọp có sự gần gũi với sinh hoạt cộng đồng này hơn so với các miền còn lại.
Các tác phẩm Đại Nam liệt truyện, Việt sử giai thoại và Kho tàng cổ tích Việt Nam dẫn ra khá nhiều dạng cốt truyện về bà chằn. Tuy nhiên, nổi danh hơn cả là các giai thoại Bác Ba Phi thuần hóa cọp và được cọp trả nghĩa.
Xã Mỹ Hòa Hưng thuộc thành phố Long Xuyên tỉnh An Giang từ xa xưa được dân gian gọi "cù lao Ông Hổ" bởi có ngôi Bửu Long cổ tự gắn liền với giai thoại về con cọp trả nghĩa đôi vợ chồng nghèo.

## Phong hóa
Ngạn ngữ dân gian Việt Nam có câu "dữ như bà chằn" để thể hiện phẩm chất của nhân vật huyền huyễn này, cho nên tại Nam Bộ phái sinh thêm thuật ngữ hạn bà chằng để ví khoảng thì tiết cực đoan nhất trong năm, gây ảnh hưởng tai hại cho nông nghiệp.
Ở hiện đại hậu kì, do đại đa số công chúng không tích cực trau dồi văn ngôn nên thường lẫn hai từ chằn với trăn, khiến cho truyền thông hiện đại thường hiểu lệch chằn tinh nghĩa là con trăn sống lâu năm hóa thành quái nhân. Nhưng trong thực tế, trăn là loài vật từ lâu được văn hóa dân gian đồng hóa với Mẫu Thượng Ngàn nên được phụng thờ làm thần nhân chứ không phải yêu ma quỷ quái.

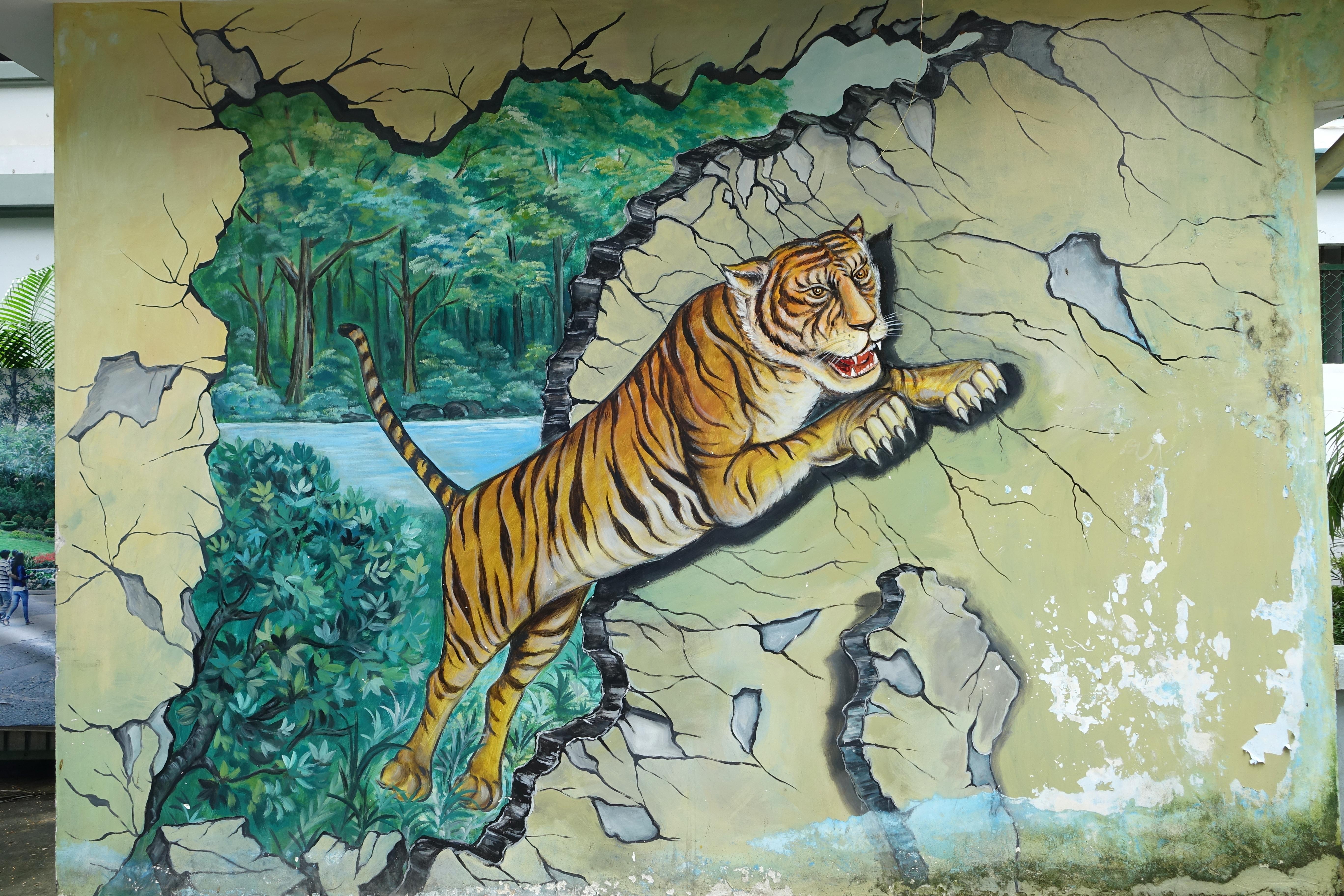
Đồ hình cọp tại Thảo Cầm Viên Sài Gòn.

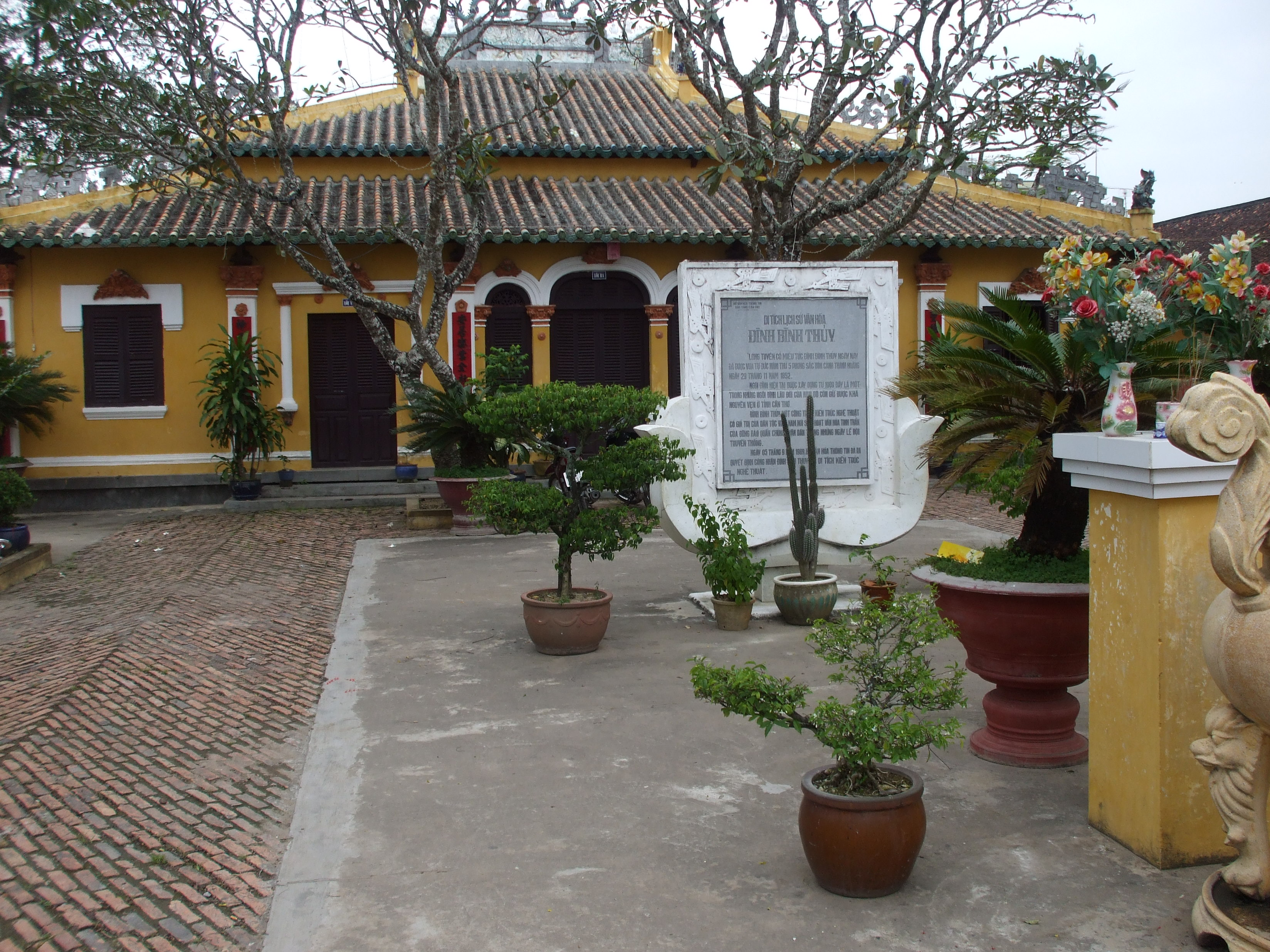
Đình thần Bình Thủy ở Cần Thơ là nơi diễn ra lễ tế giang sơn và cúng ông cọp.

Các tỉnh Nam Bộ nhiều nơi kể về cổ tục Bầu Ông Cọp làm Hương cả của làng (gọi là tục Bầu Ông) theo đó, từ thời khai hoang đến tận cuối thế kỷ XIX, các làng ấy không ai dám đứng ra nhận chức Hương cả, bởi theo sự xác tín rằng kẻ nào cả gan như vậy tức thì bị cọp ăn thịt ngay. Chuyện cử cọp làm Hương Cả là một cách biểu hiện của việc thờ cọp. Đây là tín ngưỡng thờ cọp như vị thần bảo hộ cộng đồng, một tín lý bắt nguồn từ thực tế của lưu dân thời khẩn hoang ở vùng đất mới, do sợ cọp mà họ lập miếu thờ sơn quân chi thần, thờ Chúa xứ sơn lâm, thờ Thần Hổ và bầu cọp làm Hương Cả của thôn làng và "mô típ "Ông Cả Cọp" là một mẫu đề dân gian được hình thành từ tâm thức tôn trọng lề luật đã có từ trước, một giao ước của con người với thiên nhiên để cùng tồn tại.
Nam Bộ ngày trước nhiều người sợ cọp nên mỗi làng chỉ cử đến Hương chủ, vì chức Hương cả phải nhường cho cọp (tục lệ này có ghi trong Minh điều hương ước ban hành năm 1852), các làng quê Nam Bộ thường có tập tục cử cọp giữ chức Hương cả của làng, không ai trong các thôn làng được giữ chức vụ này cả, chỉ giữ chức vụ thứ nhì, tức chức Hương chủ Đến nay tập tục Bầu Ông vẫn còn duy trì trong chương trình lễ cúng Kỳ Yên ở đình làng tại một số thôn xã, mặc dù, ở các làng từng có tập tục bầu cọp làm Hương Cả đã bỏ điều kiêng kỵ này từ đầu thế kỷ 20. Nay, tục cúng Cả cọp vẫn còn nhưng chỉ nhằm cầu an cho bá tánh.
Tục lệ này xuất phát từ những câu chuyện huyền kỳ theo hình tượng Ông Cả Cọp, là một môtip rất phổ biến trong nhiều truyện kể ở Nam Bộ từ miền Đông đến miền tây Nam bộ như: Ông Cả cọp (Bà Rịa-Vũng Tàu, Đồng Nai), Ông Cả cọp Mỹ Điền (Tiền Giang), Ông cả cọp (Bến Tre) để giải thích một tập tục thờ cọp phổ biến trong buổi đầu đi khai phá khi con người phải thừa nhận những sức mạnh của tự nhiên, mà cọp là một đại diện tiêu biểu Truyện giải thích tập tục tôn cọp làm chức Hương Cả và lệ cấm kỵ không bầu cử bất cứ một người nào trong thôn làng nắm giữ chức vụ này.
Vì Cọp là hương chức đứng đầu, nên hàng năm, tùy theo đình chọn ra một ngày để làm lễ "Bầu ông", thường là vào dịp cuối năm hay trước khi tổ chức lễ Kỳ yên đình lang, dân chúng tổ chức lễ Bầu Ông với lễ gồm cúng một con heo trắng, kèm theo một tờ cử hương chức. Tờ cử có nội dung cả làng cử cọp làm chức Hương Cả (với nhiệm kỳ một năm), được đặt trong một cái ống tre ở một địa điểm cố định, đêm ấy, cọp về ăn sạch cái đầu heo và đổi "tờ cử" cũ, nhận "tờ cử" mới đem vào rừng. Nếu thôn làng có người nào cả gan đứng ra làm chức Hương Cả thì sẽ bị cọp vồ chết ngay. Cổ tục này được ghi nhận rộng rãi trên khắp miền Nam Việt Nam.
| “                                                             | Trong một buổi giao lưu với các em thiếu nhi tại Nhà Thiếu Nhi Thành phố, sau các vai công chúa hoàng tử, khi nghe giới thiệu tới mụ yêu tinh, không ai mời mà các em tự động ùa lên sân khấu cứ sờ mó "mụ yêu tinh" giống như một quái vật. Tạo hình khá lạ của đạo diễn Nguyễn Minh Chung khiến các em rất tò mò. Có một em hỏi như vầy: Tại sao lúc mụ yêu tinh trèo lên cây mà chân mụ có nhiều lông quá ? Thiệt tình khi xem, chính tôi cũng không để ý chi tiết nhỏ như vậy. Cũng may mắn là mình lẹ trí, bèn trả lời: Tại mụ yêu tinh vô rừng ăn bậy ăn bạ, lá nọ lá kia nên chân mụ mới mọc lông. | ” |
| — Tâm sự nghệ sĩ Lê Bình trong chương trình Ký ức vui vẻ 2019 | |   |

## Liên kết
1. ↑  Bà chằn nghĩa là gì ?
2. ↑  Truyện ông Hổ xứ cù lao
3. ↑  "Mụ yêu tinh" khiến trẻ em 9X sợ sệt một thời

### Tư liệu
- Hạn hán trong tâm thức dân gian Nam Bộ
- Luận nghĩa "bà chằng"